# Klanje ljudi
Klanje ljudi je bio heavy metal sastav, koji je odsvirao nekoliko koncerata u Splitu 2004. Siniša Vuco je začetnik ovog neslužbenog sastava, koji je djelovao samo neko vrijeme. Vuco je svirao gitaru i pjevao, pod imenom Admiral Koljač. Njegov brat za bubnjevima je nastupao pod pseudonimom Krvoločni Hrvoje Razmrskivač Glava, te basist pod agresivnim imenom Krepana Mačka Vaditelj Očiju. Osim Vuce članovi ovog kratkotrajnog sastava nisu i članovi Živog blata, iako je basist svirao na koncertu Živog Blata 2009., pod imenom Kapetan Mačak. Ustvari radi se o Ivanu Smoji, basistu Čuvara Svirala. 

## Koncert na groblju
Klanje ljudi je trebalo održati koncert na petak 13. veljače 2004. na groblju u Kaštel Kambelovcu. Vuco je ovaj potez obrazložio riječima:
"Pukovnik Veseli sir, ja i Krvoločni Hrvoje odlučili smo da naš koncert bude upravo na groblju u Kaštel Kambelovcu, jer smatramo kako je to najljepše groblje na svijetu. A s druge strane, dok smo kao djeca išli u kambelovačku osnovnu školu, jedan od radnih zadataka nam je bio i brinuti se o njegovu uređenju. I uopće ne mislim kako ćemo našim nastupom obeščastiti takvo sveto mjesto, mi smo prije svega katolici koji svojim koncertom žele upozoriti na sve brutalnosti našeg svijeta".
Zbog negodovanja lokalnog stanovništva i mjesnog župnika koncert je umjesto na najavljenoj lokaciji na kambelovačkom groblju održan u splitskom ljetnom kinu Bačvice.
Vuco je koncert na groblju obrazložio kazavši:
"Nemam se kome i zbog čega pravdati, ali najavom koncerta koji se trebao održati na groblju nisam htio nikoga uvrijediti. Uostalom, šest godina djetinjstva sam proživio u Kaštel Gomilici i Kaštel Kambelovcu, i svi koji išta znaju o rock’n’rollu znaju da je riječ o ritualu uobičajenom za svijet heavy-metala, a ne o bilo kakvom oskvrnjivanju. Na koncu, i ja sam kršćanin i ovo je moj odgovor na licemjerje lažnih kršćana, pokušaj da šokiram javnost, odnosno upozorim na brutalnosti današnjice, a pogotovo ove naše, hrvatske. Da, najavio sam i ‘obred prinošenja žrtava’, ali znate što je to trebalo biti? Pa mislio sam malo pečene janjetine podijeliti prvim redovima, kakvo žrtvovanje... To je trebala biti jedna velika fešta, ništa drugo, jer volim razveseljavati ljude."
Na splitskom koncertu je i rasječeno pečeno janje i podijeljeno publici.
14 pjesama koje je Klanje ljudi izvodilo, je njihovo autorsko djelo, osim pjesme "Rođen sam da rasturam bejbe" koja svoju melodiju duguje refrenu skladbe "I Was Made for Lovin' You" sastava Kiss.
Tekstovi pjesama su uglavnom uvredljivog i mizantropskog karaktera, s nekim pornografskim izrazima.  Snimka koncerta službeno nije objavljena; sam zvuk je loš i neobrađen. Zvučni zapis koncerta kružio je samo kao demosnimka. Namjera ovog sastava je bio neslužben nastup, uz snažan buntovno anarhoidan stav.

## Diskografija
Klanje ljudi snimka koncerta
1. "Intro"
2. "Klanje ljudi"
3. "Preljub kao blud"
4. "Bijesan kao ris"
5. "Jebeš Split i splitske žene"
6. "Rođen sam da rasturam bejbe"
7. "Alkohol"
8. "Radmanove mlinice"
9. "I wanna fuck"
10. "Okrečite Beograd"
11. "Na tramvaj žurim da je izjebem"
12. "Jebem ti mater u usta X2"
13. "Ja sam normalna pjesma"
14. "Ja moram otići"
15. "Ulovila sam dvoje di se jebu (Groblje)"